# 소수 계량 함수
소수 계량 함수(素數計量函數, 영어: prime-counting function)는 주어진 양의 실수 {\displaystyle x}에 대해 그 값보다 작거나 같은 소수의 개수를 세는 함수이다. 보통 그리스 소문자 π를 이용해 π(x)로 표기하지만, 원주율 π와는 관계가 없다.

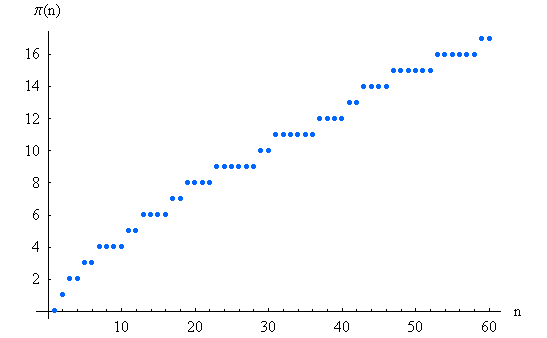
최초 60이하의 자연수에 대한 의 값을 그린 그래프

## 역사
정수론에서 소수 개수의 증가 속도는 매우 중요한 관심 대상이다. 18세기 말 카를 프리드리히 가우스와 아드리앵마리 르장드르는 소수 계량 함수가 {\displaystyle x/\ln(x)}에 근접함을 추측했다. 즉,
{\displaystyle \lim _{x\to \infty }{\frac {\pi (x)}{x/\ln(x)}}=1}
라고 생각했고, 이는 소수 정리에 해당한다. 이와 동치로서 다음 극한이 있다.
{\displaystyle \lim _{x\to \infty }{\frac {\pi (x)}{{\text{li}}(x)}}=1}
여기서 li는 로그 적분 함수를 의미한다. 1859년 베른하르트 리만이 도입한 리만 제타 함수의 성질을 이용하여 1896년에 자크 아다마르와 샤를장 드 라 발레푸생이 각각 독립적으로 소수 정리를 증명하였다.

## 명시적 공식
소수 계량 함수는 다음과 같은 폰 망골트 명시적 공식(영어: von Mangoldt explicit formula)을 따른다. 이는 다른 L-함수들의 명시적 공식의 시초로 볼 수 있으며, 다음과 같다.
{\displaystyle \pi (x)=\textstyle \sum _{n=1}^{\infty }\displaystyle \mu (n)/n\{Li({\sqrt[{n}]{x}})-\sum _{\rho }Ei(\rho \ln(x)/n)-ln(2)+\textstyle \int _{\sqrt[{n}]{x}}^{\infty }\displaystyle dt/t/(t^{2}-1)/ln(t)\}}
이는 베른하르트 리만이 1859년에 발표한 논문의 주 내용인데, 엄밀한 증명은 1895년에 와서야 수학자 폰 망골트에 의해서 이루어졌다.
폰 망골트는 이 공식을 증명하면서 밑의 (사실상 동치인) 공식도 증명하였는데, 이는 다음과 같다:
{\displaystyle \psi (x)=x-\sum _{\rho \in S}{\frac {x^{\rho }}{\rho }}-\ln 2\pi -{\frac {1}{2}}\ln(1-x^{-2})}
여기서
- {\displaystyle S}는 리만 제타 함수의 임계구역(critical strip)에 있는 영점들이다.

{\displaystyle S=\{\rho \in \mathbb {C} \colon \zeta (\rho )=0,\;0<\operatorname {Re} \rho <1\}}
- 합 {\displaystyle \sum _{\rho \in S}}는 절대수렴하지 않는다. 이 경우 합은 {\displaystyle |\operatorname {Im} \rho |}의 순으로 계산하여 수렴하게 만든다.
- 위 공식은 x가 특정한 정수가 아니면서 1보다 큰 실수인 경우에 유효하다. 만약 {\displaystyle x}가 특정한 정수 (상단의 공식의 경우 소수, 하단의 공식의 경우 소수 및 소수의 자연수 거듭제곱)인 경우, 해당 점에서의 좌변의 좌극한과 우극한의 평균값이 우변과 같게 된다.
- 상단의 공식의 경우, 맨 앞의 (n을 수열의 index로 하는) 시그마 부호에서 n은 무한대까지 더할 필요 없고 x의 n제곱근이 2보다 작아지기 직전까지만 더하면 된다.

## π(x),x/ lnx, 및 li(x)의 수치적 계산 결과
다음 표는 세 함수를 직접 계산한 결과를 보여준다.
| x    | π(x)                          | π(x) − x / ln x            | li(x) − π(x)  | x / π(x) |
| ---- | ----------------------------- | -------------------------- | ------------- | -------- |
| 10   | 4                             | −0.3                       | 2.2           | 2.500    |
| 102  | 25                            | 3.3                        | 5.1           | 4.000    |
| 103  | 168                           | 23                         | 10            | 5.952    |
| 104  | 1 229                         | 143                        | 17            | 8.137    |
| 105  | 9 592                         | 906                        | 38            | 10.425   |
| 106  | 78 498                        | 6 116                      | 130           | 12.740   |
| 107  | 664 579                       | 44 158                     | 339           | 15.047   |
| 108  | 5 761 455                     | 332 774                    | 754           | 17.357   |
| 109  | 50 847 534                    | 2 592 592                  | 1 701         | 19.667   |
| 10   | 455 052 511                   | 20 758 029                 | 3 104         | 21.975   |
| 1011 | 4 118 054 813                 | 169 923 159                | 11 588        | 24.283   |
| 1012 | 37 607 912 018                | 1 416 705 193              | 38 263        | 26.590   |
| 1013 | 346 065 536 839               | 11 992 858 452             | 108 971       | 28.896   |
| 1014 | 3 204 941 750 802             | 102 838 308 636            | 314 890       | 31.202   |
| 1015 | 29 844 570 422 669            | 891 604 962 452            | 1 052 619     | 33.507   |
| 1016 | 279 238 341 033 925           | 7 804 289 844 393          | 3 214 632     | 35.812   |
| 1017 | 2 623 557 157 654 233         | 68 883 734 693 281         | 7 956 589     | 38.116   |
| 1018 | 24 739 954 287 740 860        | 612 483 070 893 536        | 21 949 555    | 40.420   |
| 1019 | 234 057 667 276 344 607       | 5 481 624 169 369 960      | 99 877 775    | 42.725   |
| 1020 | 2 220 819 602 560 918 840     | 49 347 193 044 659 701     | 222 744 644   | 45.028   |
| 1021 | 21 127 269 486 018 731 928    | 446 579 871 578 168 707    | 597 394 254   | 47.332   |
| 1022 | 201 467 286 689 315 906 290   | 4 060 704 006 019 620 994  | 1 932 355 208 | 49.636   |
| 1023 | 1 925 320 391 606 803 968 923 | 37 083 513 766 578 631 309 | 7 250 186 216 | 51.939   |

## 같이 보기
- 소수 정리
- 스큐스 수
- 리만 제타 함수
- 주어진 수보다 작은 소수의 개수에 관하여
- 리만 가설